# Cerro Macá
Cerro Macá är ett berg i Chile.   Det ligger i provinsen Provincia de Aisén och regionen Región de Aisén, i den södra delen av landet, 1 300 km söder om huvudstaden Santiago de Chile. Toppen på Cerro Macá är 2 300 meter över havet.
Terrängen runt Cerro Macá är bergig åt sydväst, men åt nordost är den kuperad. Cerro Macá är den högsta punkten i trakten. Trakten runt Cerro Macá är nära nog obefolkad, med mindre än två invånare per kvadratkilometer.. Det finns inga samhällen i närheten.
Trakten runt Cerro Macá är permanent täckt av is och snö.